# EWS Arena
Die EWS Arena (bis Mai 2008 Hohenstaufenhalle) ist eine Multifunktionsarena in der baden-württembergischen Stadt Göppingen. Sie bietet Platz für bis zu 5600 Zuschauer (4100 Sitzplätze und 1500 Stehplätze) und sieben V.I.P.-Logen, bzw. bei Boxkämpfen für über 6300 Zuschauer. Sie wurde in den Jahren 1964 bis 1967 im nördlichen Stadtgebiet errichtet. In Handballerkreisen spricht man auch von der „Hölle Süd“, die die Halle mit ihrer sehr niedrigen Decke wegen ihrer dichten und hitzigen Atmosphäre trägt. Am 15. Dezember 1967 wurde die Sporthalle übergeben. Das Eröffnungsspiel bestritten Frisch Auf Göppingen und der VfL Gummersbach. In den Jahren 2008 und 2009 wurde die Halle zu einer Multifunktionsarena mit angegliederter Ballsporthalle erweitert. Namenspatron ist das Uhinger Werkzeugbau-Unternehmen EWS Werkzeugfabrik Weigele GmbH & Co. KG.

## Geschichte
Das Areal der heutigen EWS Arena gilt seit Ende des 19. Jahrhunderts als Erlebniszentrum in Göppingen. Ab 1897 befand sich auf dem Gelände ein See, den der Gastronom Georg Schock aus dem Storzenbach aufstauen ließ und diesen nach sich selbst „Schockensee“ benannte. Auf diesem See konnte im Sommer Boot gefahren und im Winter Schlittschuh gelaufen werden. Am Ufer errichtete Georg Schock eine Form von „Erlebnisgastronomie“ mit Biergarten, Kegelbahn und einem Saal für Feste, Bälle und Theateraufführungen.
Die 1967 an selber Stelle errichtete Hohenstaufenhalle und der zwischen 2008 und 2009 erfolgte Umbau zur Multifunktionshalle EWS Arena mit Sport- und Kulturevents führen diese Tradition von Erlebniszentrum fort.

## Nutzung
Hauptnutzer der Halle ist der Handballverein Frisch Auf Göppingen, der hier mit der Herrenmannschaft seine Heimspiele in der Herren-Bundesliga und im EHF-Pokal bzw. mit seiner Damenmannschaft die Heimspiele in der Frauen-Bundesliga austrägt. 

Darüber hinaus dient die Halle als Schauplatz verschiedener hochkarätiger Fechtturniere. Auch die deutsche Turnmeisterschaften 2011 fanden in der EWS Arena statt.
Zudem finden in ihr Konzerte, Ausstellungen und Boxkämpfe statt, so sind beispielsweise auch die Comedians Bülent Ceylan, Otto Waalkes und Cindy aus Marzahn in der EWS Arena aufgetreten.

Sowohl die Haupthalle als auch die angegliederte Ballsporthalle werden für den Schul- und Vereinssport genutzt. Es trainieren hier die Herren-Handballbundesligamannschaft und das Frauen-Bundesligateam von Frisch Auf Göppingen, mehrere Jugendteams der TPSG Frisch Auf Göppingen und auch einige Göppinger Schulen nutzen die Hallen für den Schulsport. Bis zum Jahr 2006 wurde um und in der Hohenstaufenhalle die Verkaufsmesse Schwäbische Woche veranstaltet. Außerdem wird jedes Jahr rund um die Arena der Göppinger Maientag gefeiert.
1972 fanden in der Halle Vorrundenspiele des Handballturniers der Olympischen Sommerspiele 1972 statt. Die Halle war außerdem in der Vergangenheit mehrfach Austragungsort von Spielen der deutschen Handballnationalmannschaft der Männer, zuletzt am 20. September 2014 gegen die Schweiz.
Am 20. und 21. Mai 2017 war die EWS-Arena Austragungsort des EHF-Pokal Final Fours. Gastgeber FRISCH AUF! Göppingen konnte das Finalturnier gewinnen und damit zum vierten Mal den EHF-Pokal Sieg feiern.

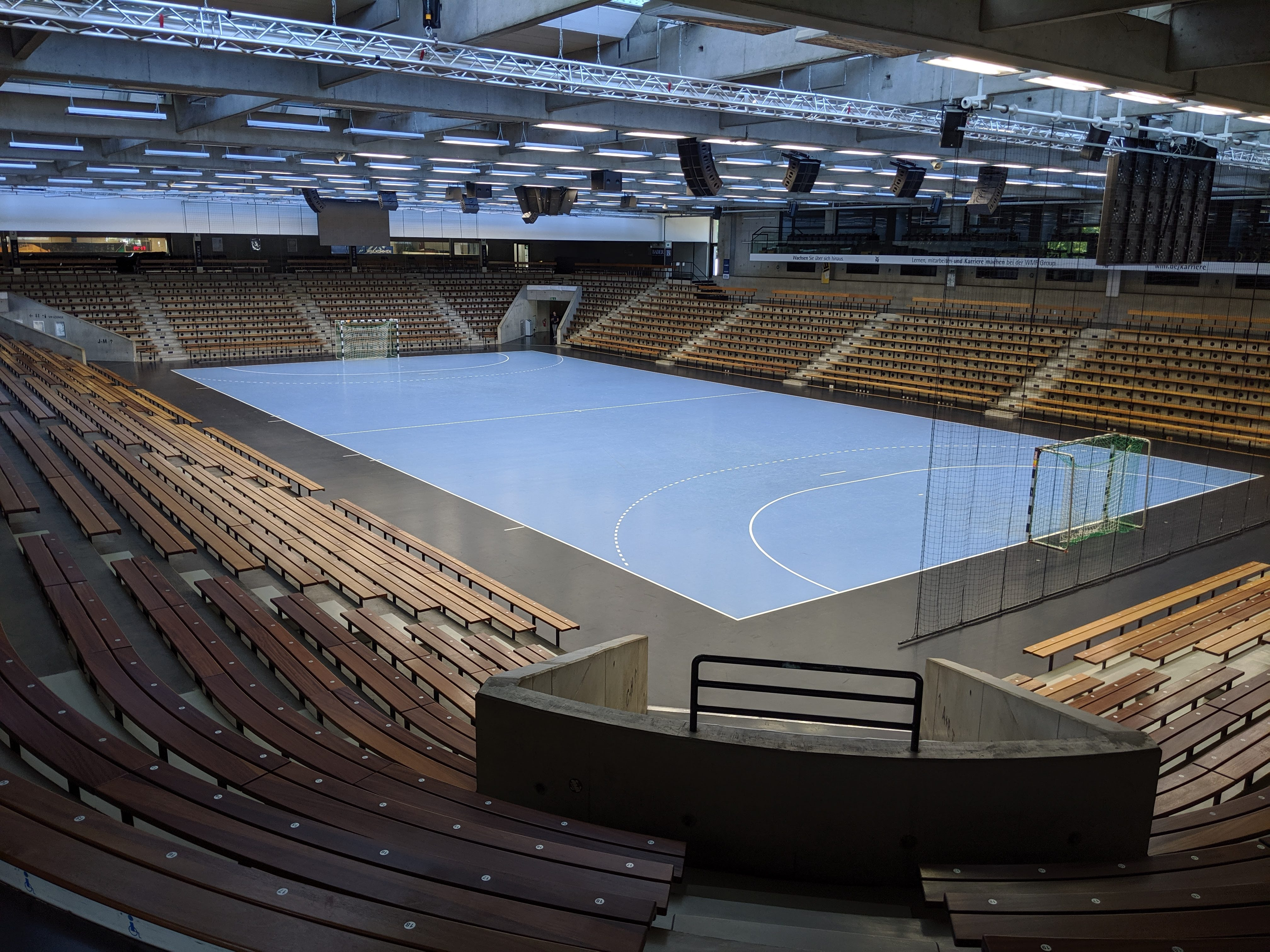
Innenaufnahme der EWS Arena in Göppingen